# Residence Garden Towers
Residence Garden Towers (původně Residence Central Plaza) je největší bytový komplex v Česku nacházející se na pražském Žižkově. Zahrnuje 629 bytů a 71 nebytových jednotek, ve kterých žije 1500 až 2000 lidí. Nachází se zde také tři komerční prostory. Komplex má pětipodlažní podstavec, z něhož vychází pět osmnáctipodlažních věží. Investorem byla firma Central Group, výstavba probíhala mezi roky 2014 a 2016. Projekt navrhli architekti z Central Group, a to Eva Koláčková, Petr Veverka a Zdeněk Frey.

## Historie
Pozemek pro výstavbu žižkovského projektu koupila firma Central Group v roce 2009 i s projektem a povolením na výstavbu kancelářského objektu od společnosti Telefónica. Následně se investor rozhodl projekt kompletně přepracovat na rezidenční využití. Na pozemku předtím stál parkovací dům, sklady a dílny.
Výstavba byla zahájena v dubnu 2014, jejím generálním dodavatelem byl Metrostav. Projekt výstavby byl největším bytovým areálem v České republice stavěným bez etapizace. K dokončení došlo v roce 2016. Nabídková cena začínala na 70.000.000 €. Do celého projektu se investovalo přibližně 2,5 miliardy korun.

## Kritika
Urbanisté projekt kritizují za to, že jde o do sebe uzavřený prostor, který nijak nedotváří město. V objektu jsou instalovány výtahy s rekuperací, které PRE odmítlo, protože budova spíše vyráběla, než spotřebovávala. Tato funkce je nyní odstřihnutá. 